# Museo del acero
El Museo del acero se localiza en la ciudad de Monterrey, Nuevo Leon, está localizado en el Parque Fundidora; la museografía comprende diversas facetas que permiten la preservación del "Horno Alto". Su función es  contar la historia de la industria siderúrgica y apoyar la educación formal e informal de las ciencias. En sus exposiciones  el visitante puede, admirar la construcción, comprender su funcionamiento; además de apreciar el valor como icono de la industria siderúrgica. Se puede recorrer su entorno, apreciar las exposiciones y verlo "retornar a la vida" de manera virtual, mediante un espectáculo multimedia y multisensorial que se presenta en lo que originalmente fue el piso de vaciados, siendo este el evento más atractivo y emocionante dispuesto dentro del complejo.

## El edificio y su arquitectura
El museo está conformado por seis áreas: Galería de Historia, Galería del Acero, El Show del Horno, Paseo a la Cima, Planeta Tierra y Laberinto de Estufas.
La Galería de Historia permite al público descubrir el desarrollo de la industria siderúrgica, desde sus orígenes hasta los avances logrados en los procesos actuales, enfatizando la vida laboral, las interrelaciones de la industria del acero en los ámbitos locales, regionales, nacionales e internacionales, y la vinculación que tiene con la construcción de la modernidad, con las vías de comunicación y con una base industrial sólida.
En la Galería del Acero se muestra  a los visitantes los procesos productivos de la industria siderúrgica por medio de 99 exhibiciones interactivas.
El Show del Horno es uno de los principales atractivos del lugar, este recrea por medio de un espectáculo multimedia  lo que recrea el funcionamiento del Horno 3, que se construyó de 1965 a 1968; para ello se utilizan efectos multisensoriales con sonido, vapor, fuego y vibraciones, entre otros.
El Paseo a la Cima es un paseo por las alturas de las antiguas instalaciones al que se llegará por medio de dos elevadores que ascenderán en diagonal. Para accederlo se sube a una altura de 40 m;  en él  hay binoculares para apreciar la Ciudad.
Planeta Tierra, observatorio del planeta representa un lugar en el cual podrás tener un encuentro cara a cara con nuestro planeta y el universo. Ubicada en el Colector de Polvos del Antiguo Horno Alto No.3. Este espacio nació de la colaboración entre horno³, el Climate Institute y el patrocinio de GRUMA.
La superficie de exposición de todo el museo en exteriores es de aproximadamente 600 m², mientras que en interiores hay alrededor de mil 500.
El recinto se ha hecho acreedor de diferentes premios y reconocimientos a nivel nacional e internacional.
Es ahora reconocido como un ícono turístico y visita obligada en el paseo por Monterrey.
Cuenta con un restaurante de comida internacional llamado El Lingote, mismo que cuenta con una inigualable terraza con vista al Cerro de la Silla.